# KOI-7923.01
 (novembre 2017).
Exoplanète candidate (d),,

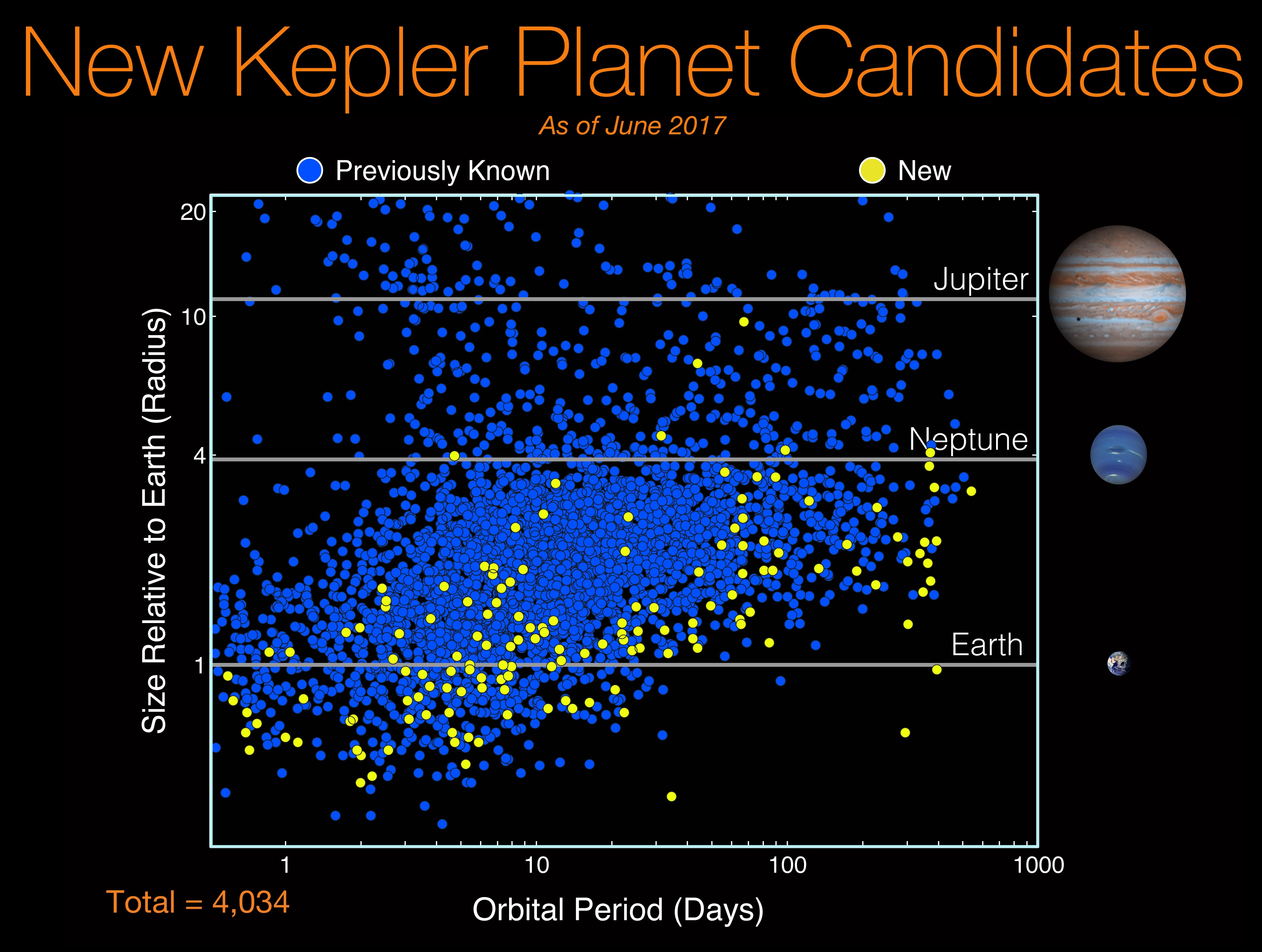
Nouvelles planètes candidates de Kepler

KOI-7923.01 est une possible exoplanète gravitant dans la zone habitable de l'étoile KIC 9084569 située dans la constellation du Cygne. Elle a été découverte en 2017 dans les données Kepler produites pendant la période d'observations 2009-2013,.

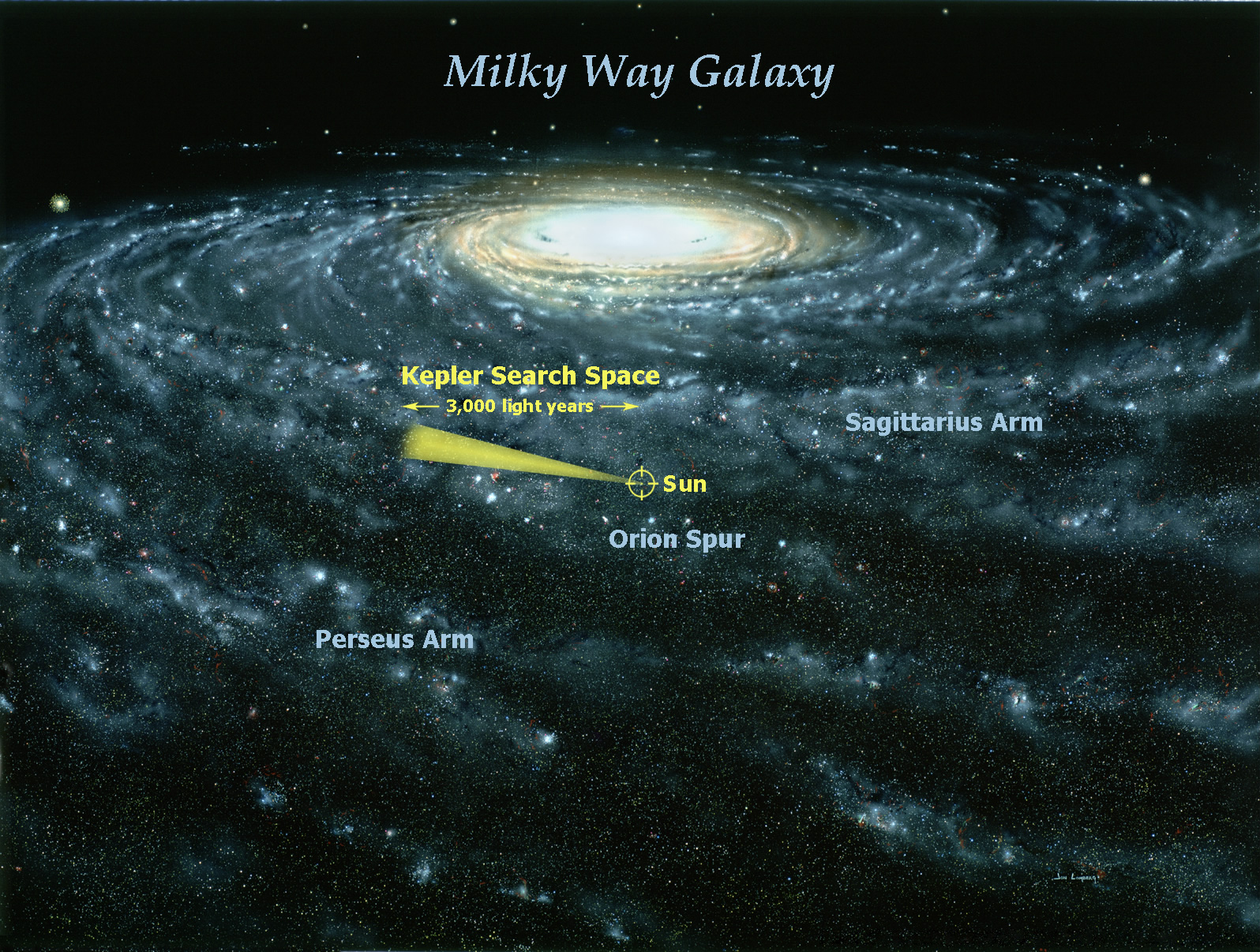
Champ de recherche de Kepler

KOI-7923.01, si son existence est confirmée, aurait une orbite de 395 jours, un rayon équivalent à 97 % de celui de la Terre, et une température de surface à peu près similaire aux régions polaires de cette dernière,.
En 2017, KOI-7923.01 est considérée comme une planète potentiellement colonisable.